# کرو دراگون دمو-۲
کرو دراگون دمو-۲ (انگلیسی: Crew Dragon Demo-2) (که ترجمهٔ تحت‌اللفظی آن می‌شود: پرتاب آزمایشی دوم سفینهٔ اژدهای سرنشین‌دار) یا به صورت رسمی اسپیس‌اکس دمو-۲ (به انگلیسی: SpaceX Demo-2) نخستین پرواز فضایی سرنشین دار فضاپیمای دراگن ۲ است که فضانوردان را بعد از حدود یک دهه از خاک آمریکا و با موفقیت به ایستگاه فضایی بین‌المللی رساند.

مقامات ناسا بعد از پرتاب اس‌تی‌اس-۱۳۵ در سال ۲۰۱۱ و بازنشسته شدن شاتل‌های فضایی بعد از حدود ۳۰ سال خدمت به دلایل عمده‌ای مانند هزینه‌های عملیاتی بسیار بالا، ایمنی کمتر شاتل‌ها و از دست رفتن تعدادی از فضانوردان ناسا در گذشته و همچنین تغییر ماهیت مأموریت‌های فضایی و عدم نیاز به پرتاب تعداد زیادی از فضانوردان در طول یک مأموریت به سمت ایستگاه فضایی بین‌المللی، تصمیم گرفتند فضانوردان خود را از طریق فضاپیماهای روسی سایوز و صرف هزینه‌ای در حدود ۸۰ میلیون دلار برای هر صندلی به فضا پرتاب کنند. اما با پرتاب دمو ۲ این رقم به نصف کاهش یافت. همچنین دمو ۲، بعد از اس‌تی‌اس-۴ در سال ۱۹۸۲ اولین مأموریت دونفره ناسا می‌باشد. کرو دراگون دمو ۲ نخستین پروژه پرتاب خدمهٔ آمریکایی توسط کپسول فضایی از زمان پروژه آزمایشی آپولو–سایوز است.
این فضاپیما در ۳۰ مه ۲۰۲۰ به فضا پرتاب شد و برای اولین بار دو فضانورد سازمان هوافضای آمریکا (ناسا) با یک فضاپیمای خصوصی راهی مدار زمین شدند. داگلاس جی. هارلی و روبرت ال. بهنکن بعد از ظهر شنبه به وقت شرق آمریکا سوار بر کپسول دراگون با موشک شرکت اسپیس‌اکس از مرکز فضایی کندی در فلوریدا پرتاب شدند. سفر آنها به ایستگاه بین‌المللی فضایی (آی‌اس‌اس) ابتدا قرار بود چهارشنبه انجام شود که به علت شرایط نامساعد آب و هوایی عقب افتاد.
این اولین بار از زمان بازنشستگی ناوگان شاتل ناسا در سال ۲۰۱۱ است که آمریکا توانسته فضانوردان را از خاک خود به فضا اعزام کند و به همین دلیل این پرتاب توجه زیادی جلب کرد. همچنین اولین بار است که ناسا از یک شرکت خصوصی برای انتقال فضانوردان به مدار استفاده می‌کند.
حدود ۱۹ ساعت طول می‌کشد تا این دو به ایستگاه فضایی برسند. آنها در این فاصله برخی سیستم‌های موجود در کپسول دراگون از جمله سیستم پرواز دستی (غیرخودکار) را محک خواهند زد. آن‌ها همچنین باید سعی کنند بعد از یک روز طولانی کمی استراحت کنند. انتظار می‌رود این دو پیش از بازگشت به زمین بین یک تا سه ماه در ایستگاه اقامت داشته باشند.
پرتاب فالکون ۹ یک روز پس از انجام شد که یک مدل جدید پرتابگر در حال توسعه، در مجموعه تحقیقاتی شرکت اسپیس‌اکس در تگزاس، منفجر شد.

## خدمه مأموریت
| نام              | ملیت                | تعداد پرواز | نقش عملیاتی           | تصویر |
| داگلاس جی. هارلی | ایالات متحده آمریکا | ۳           | فرمانده               |       |
| روبرت ال. بهنکن  | ایالات متحده آمریکا | ۳           | متخصص عملیات پهلوگیری |       |

## مأموریت

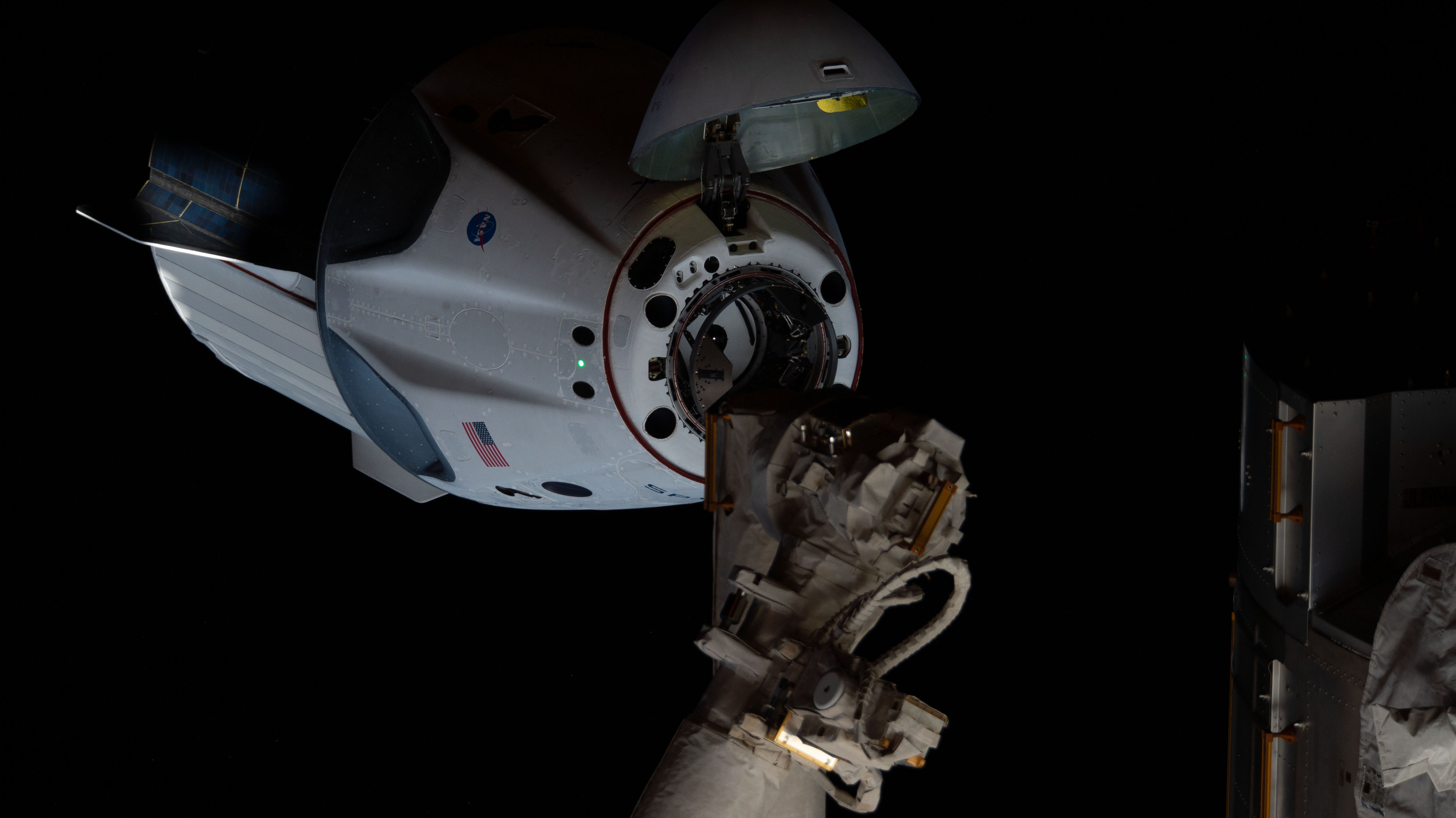
کرو دراگون دمو-۲

مأموریت کرو دراگون دمو ۲ به این منظور است تا مراحل اعتبارسنجی را برای انجام عملیات پرواز فضایی انسانی بر روی سخت‌افزار اسپیس‌اکس به پایان برساند. در صورت موفقیت‌آمیز بودن پرواز آزمایشی، امکان صدور گواهینامه ارسال انسانی از فضاپیمای کرو دراگون و موشک فالکون ۹ اسپیس‌اکس را فراهم می‌آورد. این مأموریت شامل آزمایش قابلیت‌های کرو دراگون در مدار است.

## برنامه زمانی

### آغاز برنامه
مأموریت کرو دراگون دمو-۲ در ابتدا به عنوان بخشی از قرارداد توسعه تجاری ارسال خدمه با خدمه دو نفری در یک مأموریت آزمایش ۱۴ روزه در ایستگاه بین‌المللی فضایی (ISS) برای ماه ژوئیه ۲۰۱۹ برنامه‌ریزی شده بود.

### آزمایش «لغو مأموریت در پرواز»
در تاریخ ۲۰ آوریل ۲۰۱۹، کپسول کرو دراگون از مأموریت کرو دراگون دمو-۱ هنگام آزمایش آتش‌سوزی استوانه‌های SuperDraco، قبل از استفاده برنامه‌ریزی شده خود برای آزمایش «لغو مأموریت در پرواز» نابود شد. اسپیس‌اکس کشف کرد که علت ناهنجاری مؤلفه ای بود که اکسید کننده را درون خطوط هلیوم فشار قوی نشت می‌داد که به یک دریچه صدمه می‌زد. برای جلوگیری از ناهنجاری دیگر، دریچه‌ها تعویض شدند.
در ۱۹ ژانویه ۲۰۲۰، یک کپسول کرو دراگون آزمایش «لغو مأموریت در پرواز» را با موفقیت انجام داد.

### پرتاب نهایی
در ۹ آوریل سال ۲۰۲۰، سرپرست ناسا، جیم بریدنشتین گفت که او کاملاً مطمئن است که فضانوردان می‌توانند در اواخر ماه مه یا اوایل ژوئن سال ۲۰۲۰ به ایستگاه فضایی بین‌المللی پرواز کنند و در انتظار تست نهایی چتر نجات، بررسی داده‌ها و یک برنامه آموزشی اما ممکن است همه‌گیری کووید-۱۹ تأثیرات عمده‌ای بر آن بگذارد.
قرار بود پرتاب در ۲۷ ماه مه ۲۰۲۰ انجام شود اما پرواز در لحظات پایانی لغو شد. تصمیم تنها اندکی قبل از بارگیری اکسیژن مایع برای مرحله دوم گرفته شد. این پرتاب به دلیل رعد و برق و باران شدید در منطقه ناشی از طوفان استوایی برتا به تعویق افتاد. ناسا و اسپیس‌اکس در نهایت در تاریخ پرتاب جایگزین را ۳۰ مه، ساعت ۳:۲۲:۴۵ بعد از ظهر به وقت ساحل شرقی این پرتاب را انجام دادند و صبح یکشنبه ۱۱ خرداد به ایستگاه فضایی بین‌المللی رسید و پهلو گرفت.

## اهمیت تاریخی و پوشش رسانه‌ای
پوشش زنده‌ی پرتاب فضانوردان ناسا بر فراز کپسول کرو دراگون و موشک فالکون ۹ اسپیس ایکس که در بامداد ۲۷ مه لغو شد، توانست رکورد تعداد بازدید در کانال یوتیوب ناسا را بشکند. ناسا قرار بود در ۲۷ مه، دو فضانورد خود، داگ هرلی و باب بنکن را با استفاده از کپسول و موشک ساخت اسپیس ایکس به ایستگاه فضایی بین‌المللی ارسال کند که به‌دلیل شرایط نامساعد جوی این پرتاب لغو و به شنبه ۱۰ خرداد ساعت ۲۳:۵۳ موکول شد.
این پرتاب که توسط بسیاری از رسانه‌ها لقب «تاریخی» گرفته است، از دو لحاظ حائز اهمیت فراوان است. ازطرفی ایالات متحده امریکا پس از بازنشسته شدن شاتل فضایی، نزدیک به ۱۰ سال است که قابلیت ارسال انسان به فضا را از دست داده و برای این کار به روس‌ها و موشک روسی سایوز وابسته است. به‌همین دلیل ناسا و آمریکا کارزار تبلیغاتی بزرگی با محوریت شعار «پرتاب فضانوردان آمریکایی از خاک آمریکا و برفراز موشک آمریکایی» پیرامون پرتاب بامداد پنجشنبه تدارک دیده بودند.
اما برای کسانی که ساکن و شهروند ایالات متحده نیستند و غرور ملی حاصل از پرتاب موشک وطنی شامل حالشان نمی‌شود نیز پرتاب اخیر از بسیاری جهات مهم و تاریخی تلقی می‌شود. برای اولین بار در تاریخ صنعت فضانوردی، قرار است فضانوردان توسط موشک و کپسول ساخت یک شرکت خصوصی به فضا پرتاب شوند و در مدار زمین قرار بگیرند. علاوه‌بر این، چندبار مصرف بودن موشک فالکون ۹ و حواشی پیرامون اسپیس ایکس و مدیرعامل این شرکت «ایلان ماسک» نیز بر هیجان و اهمیت این ماموریت افزوده است. درصورت پرتاب موفقیت‌آمیز، قرار بود مرحله‌ی اول یا بوستر موشک فالکون ۹ در اقیانوس اطلس روی یک کشتی بدون خدمه (drone ship) فرود بیاید و بازیابی شود.
اهمیت و هیجان جهانی برای پرتاب اخیر باعث شد تا ویدیوی پوشش زنده‌ی این رویداد در یوتیوب با ۱۴ میلیون بازدید به پربازدیدترین ویدیوی تاریخ کانال یوتیوب ناسا تبدیل شود. پخش زندهٔ این پرتاب همچنین ۷٫۷ میلیون بازدید در کانال یوتیوب اسپیس ایکس و میلیون‌ها بازدید دیگر در کانال‌های یوتیوب دیگری که هرکدام به‌صورت مستقل این رویداد را پوشش می‌دادند کسب کرد.
بنابراین قرار بود بامداد پنجشنبه در جریان دومین و آخرین پرتاب آزمایشی با نام دمو ۲، باب بنکن و داگ هارلی، فضانوردان کارکشته‌ی ناسا سوار بر کپسول کرو دراگون اسپیس ایکس و برفراز موشک فالکون ۹ به فضا پرتاب شوند، که به‌دلیل شرایط نامساعد آب‌وهوایی این پرتاب دو روز به تعویق افتاد. بنابراین اسپیس ایکس و ناسا تصمیم گرفتند، موشک و فضانوردان خود را در ساعت ۲۳:۵۲ شنبه ۱۰ خرداد به وقت ایران از مرکز فضایی کندی ناسا در فلوریدا پرتاب کند.

## نگارخانه

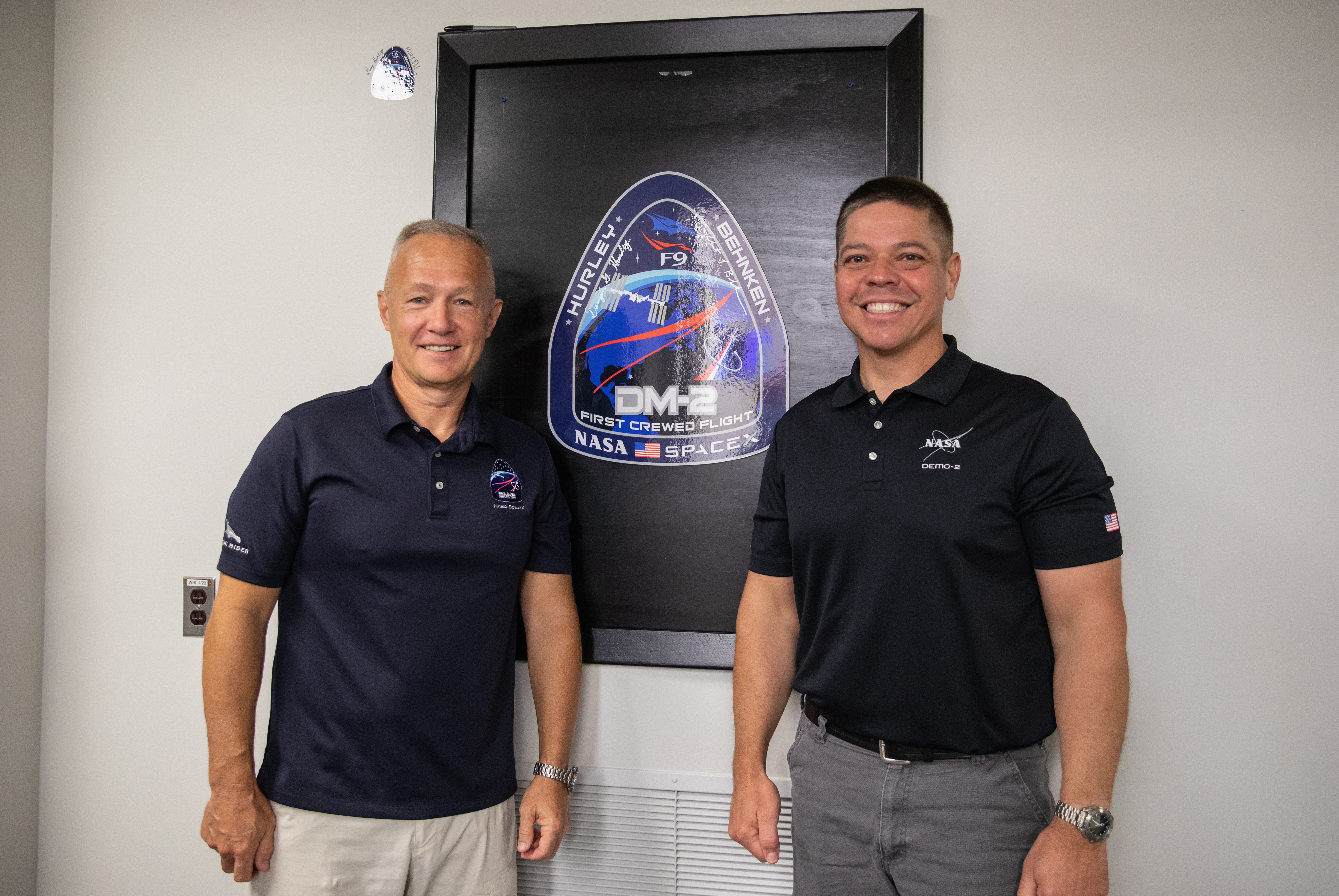
فضانوردان اسپیس‌اکس دمو-۲
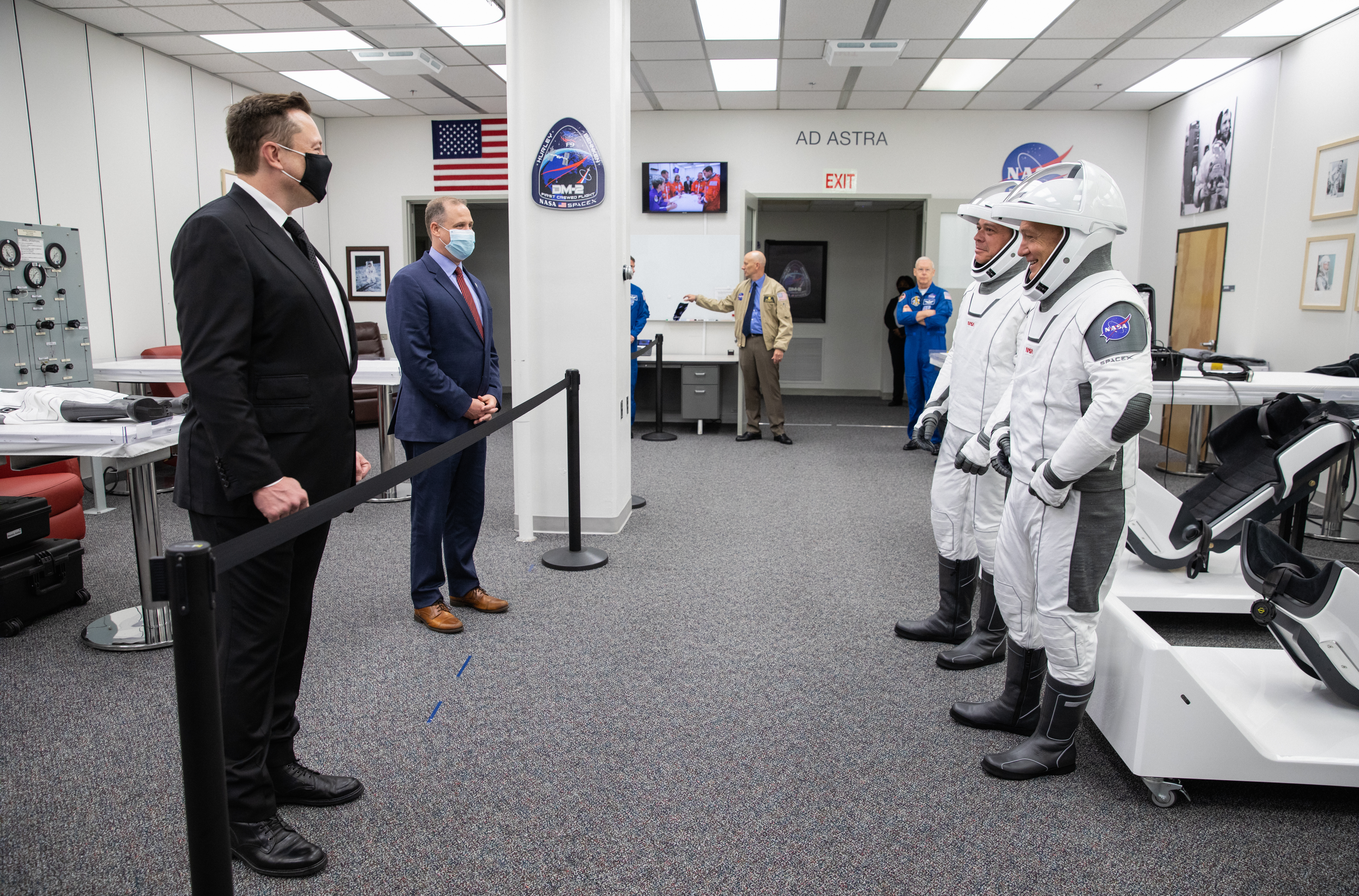
دیدار ایلان ماسک و جیم برایدنستاین با فضانوردان قبل از پرتاب
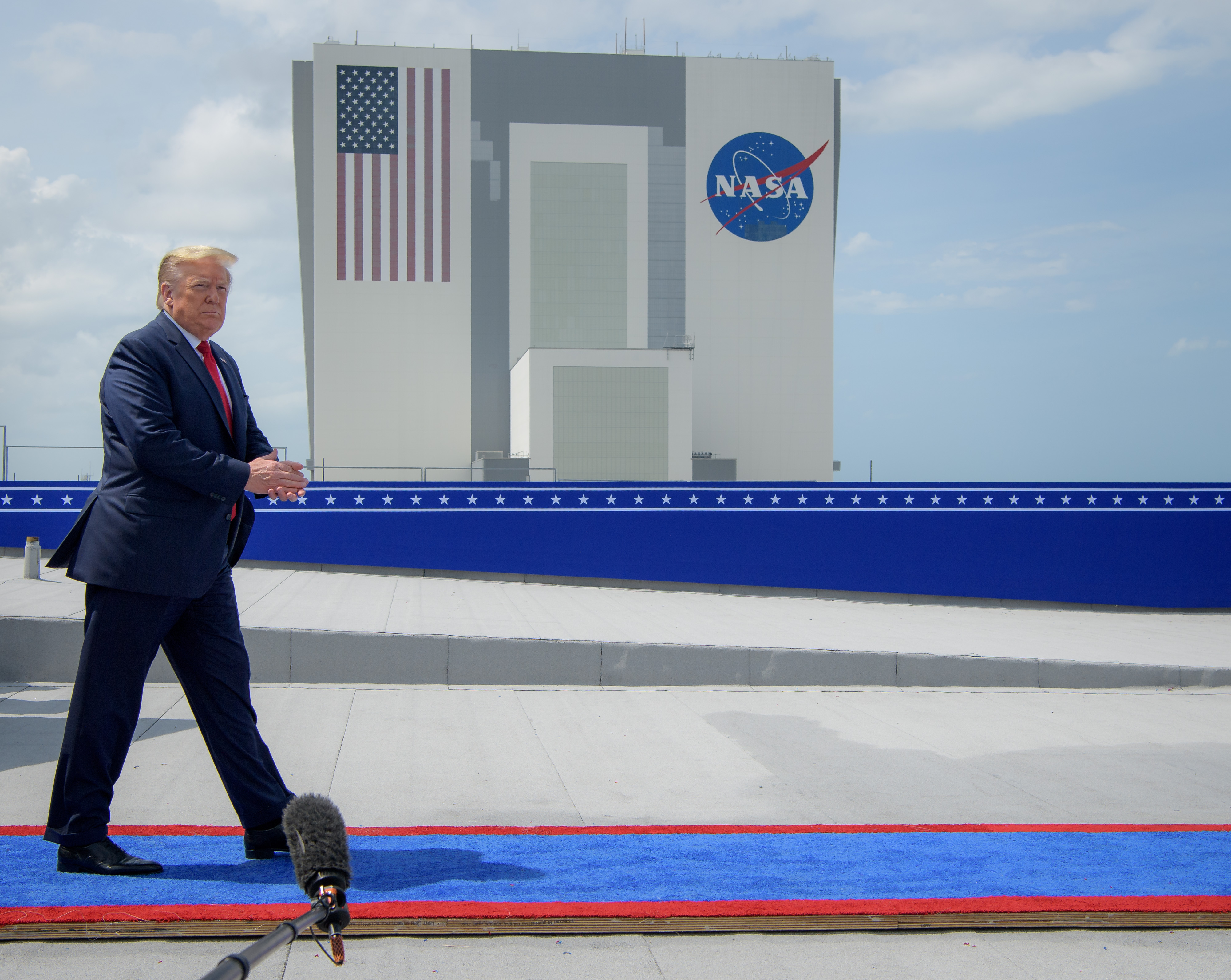
حضور رییس جمهور آمریکا دونالد ترامپ در مرکز فضایی کندی
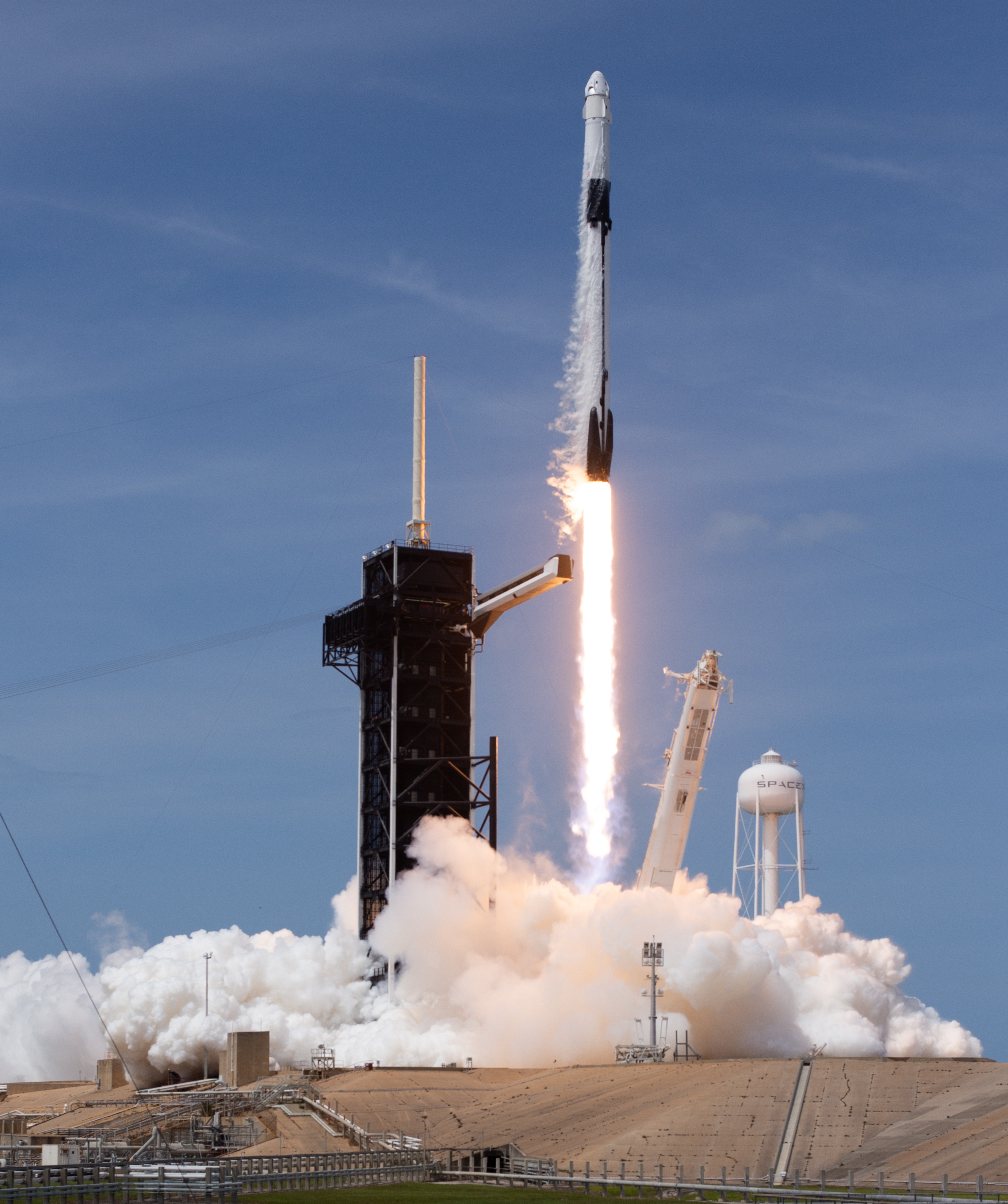
پرتاب اسپیس‌اکس دمو-۲
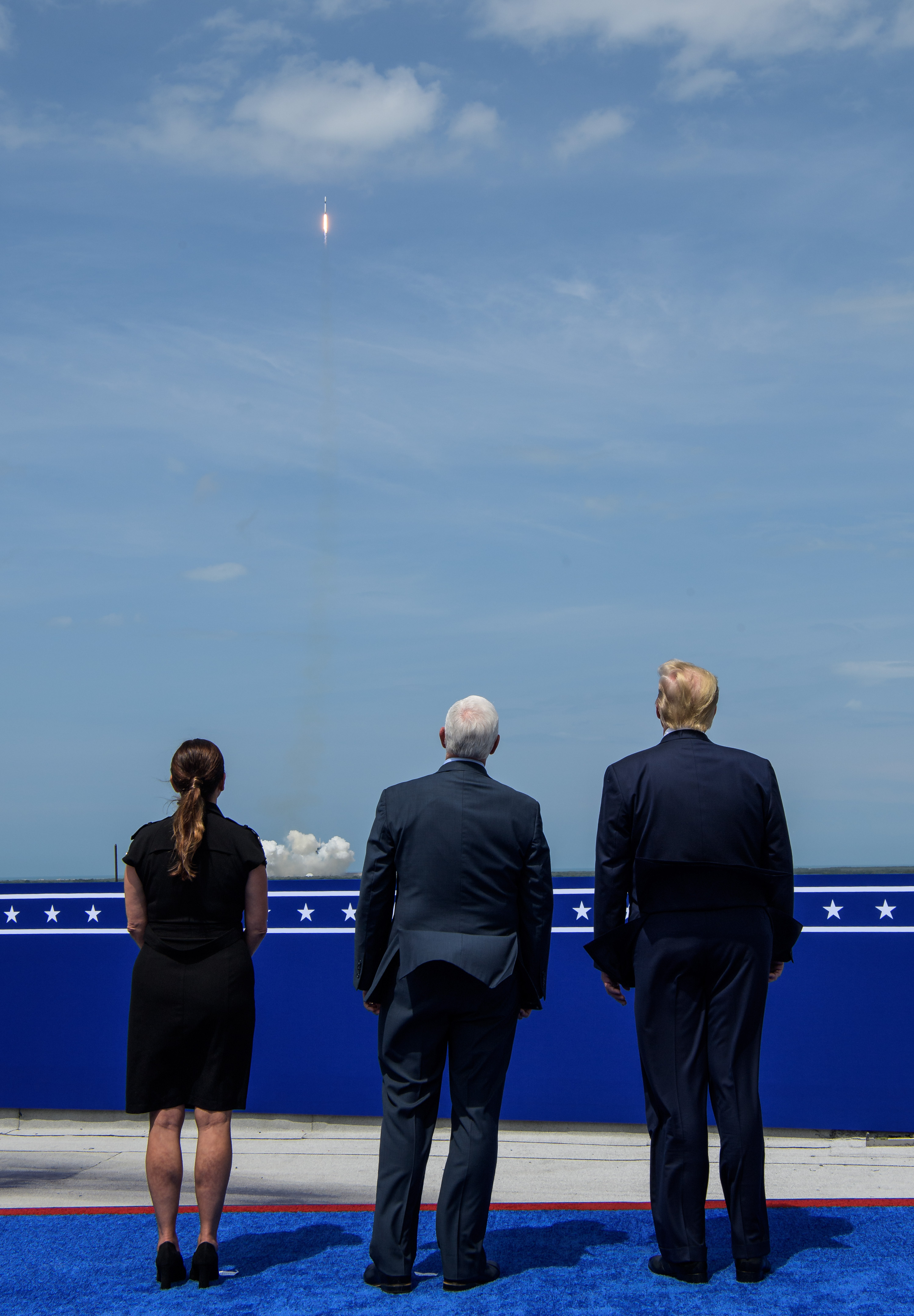
دونالد ترامپ پرتاب اسپیس‌اکس دمو-۲ را نظاره می‌کند
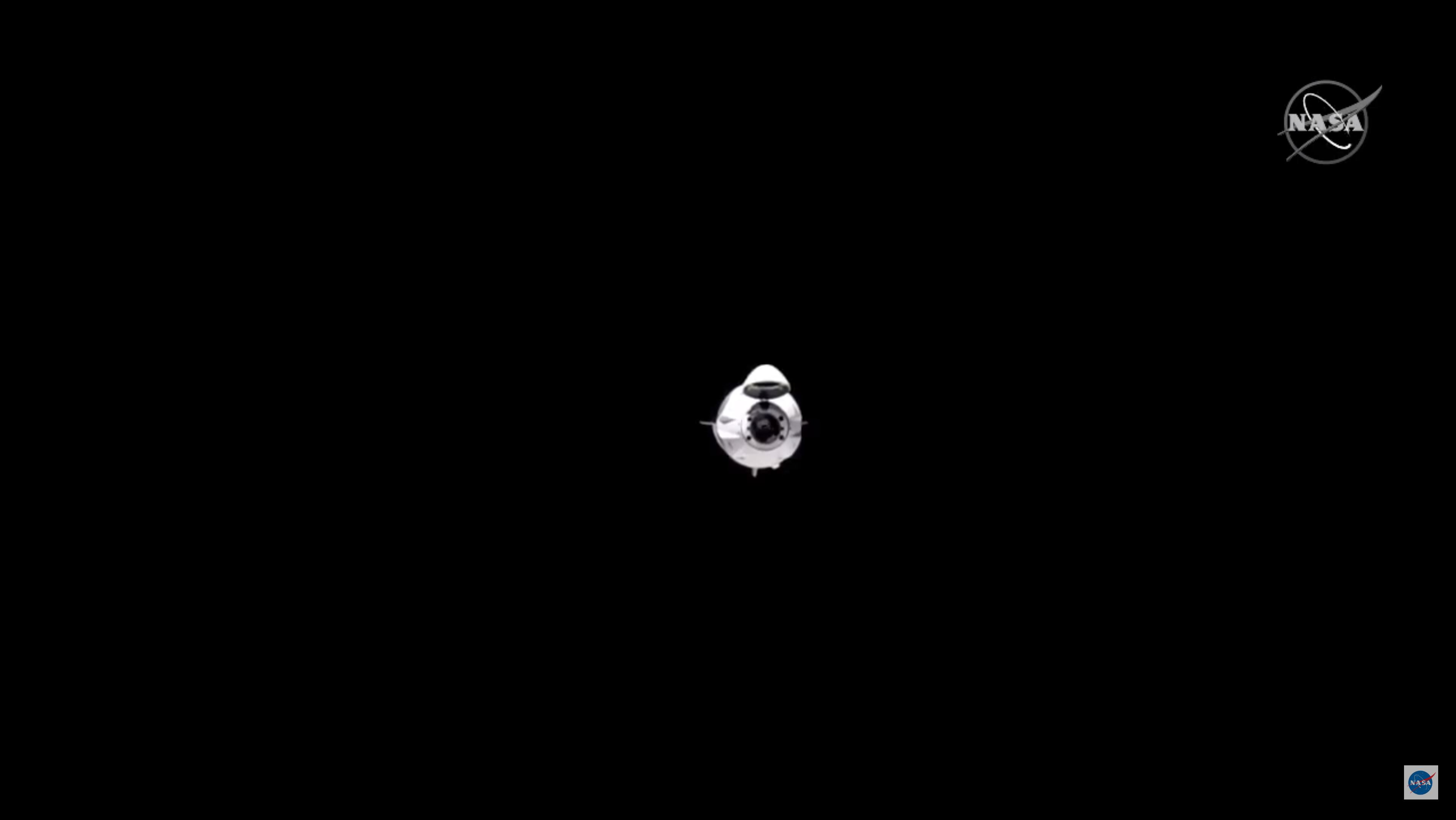
اسپیس‌اکس دمو-۲ به ایستگاه نزدیک می‌شود
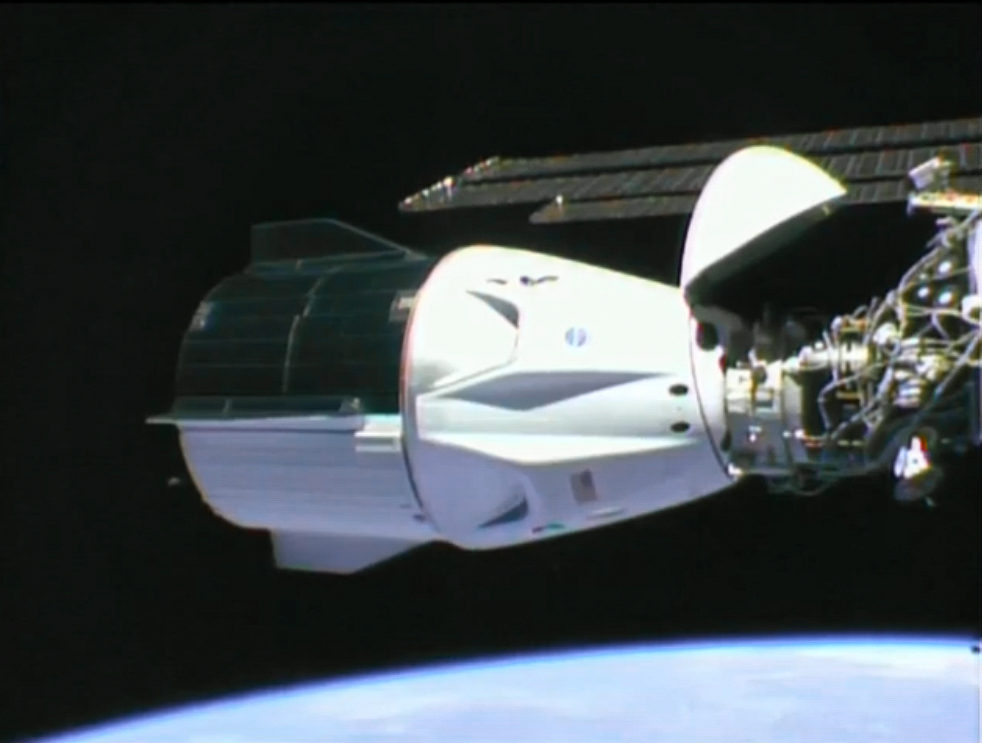
اسپیس‌اکس دمو-۲ متصل به ایستگاه
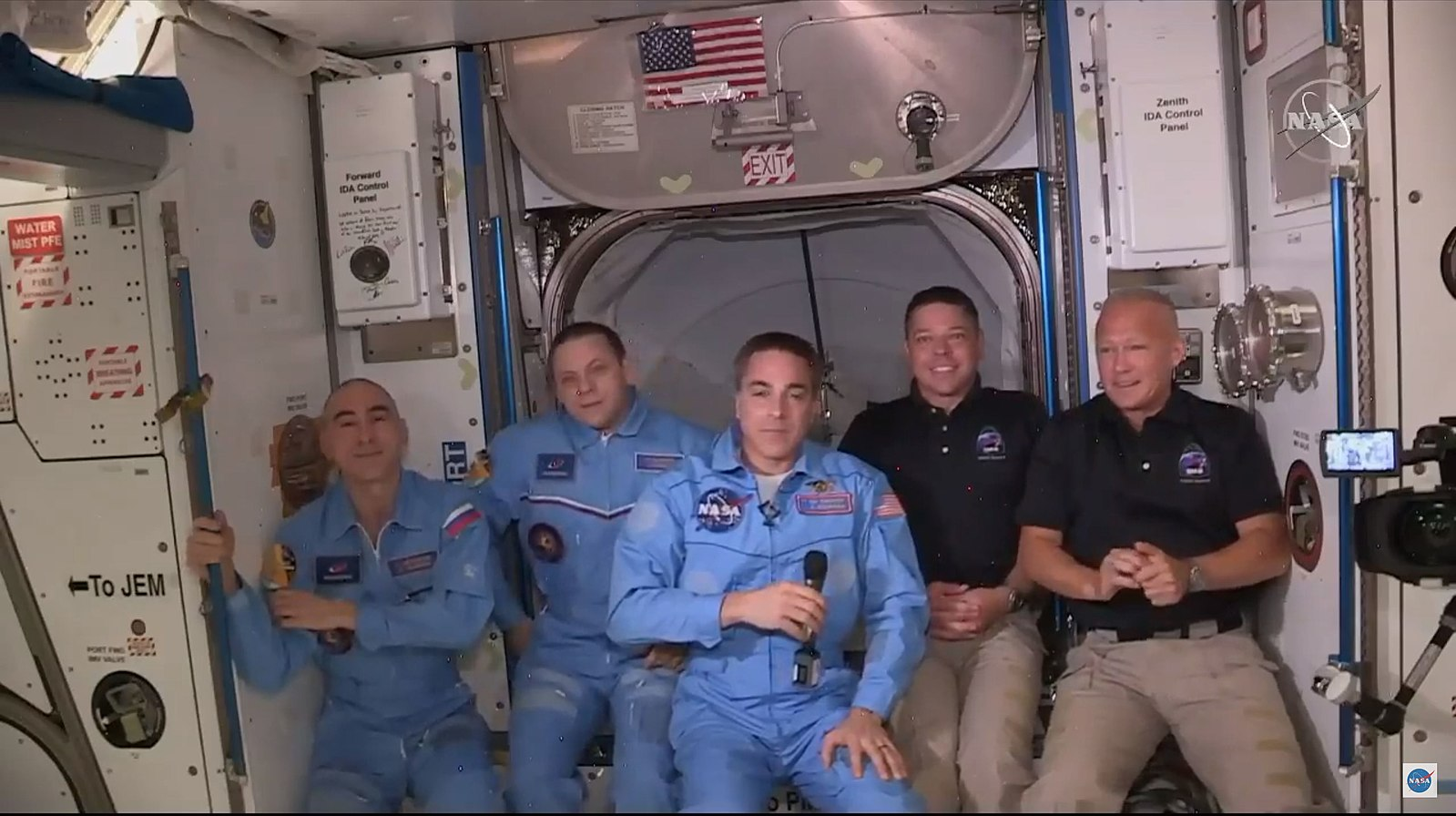
مراسم خوش‌آمدگویی به فضانوردان اسپیس‌اکس دمو-۲